# Lysgård Herred

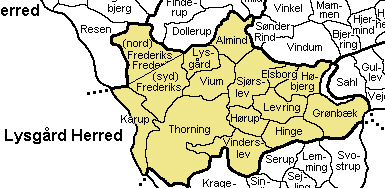
Lysgård Herred

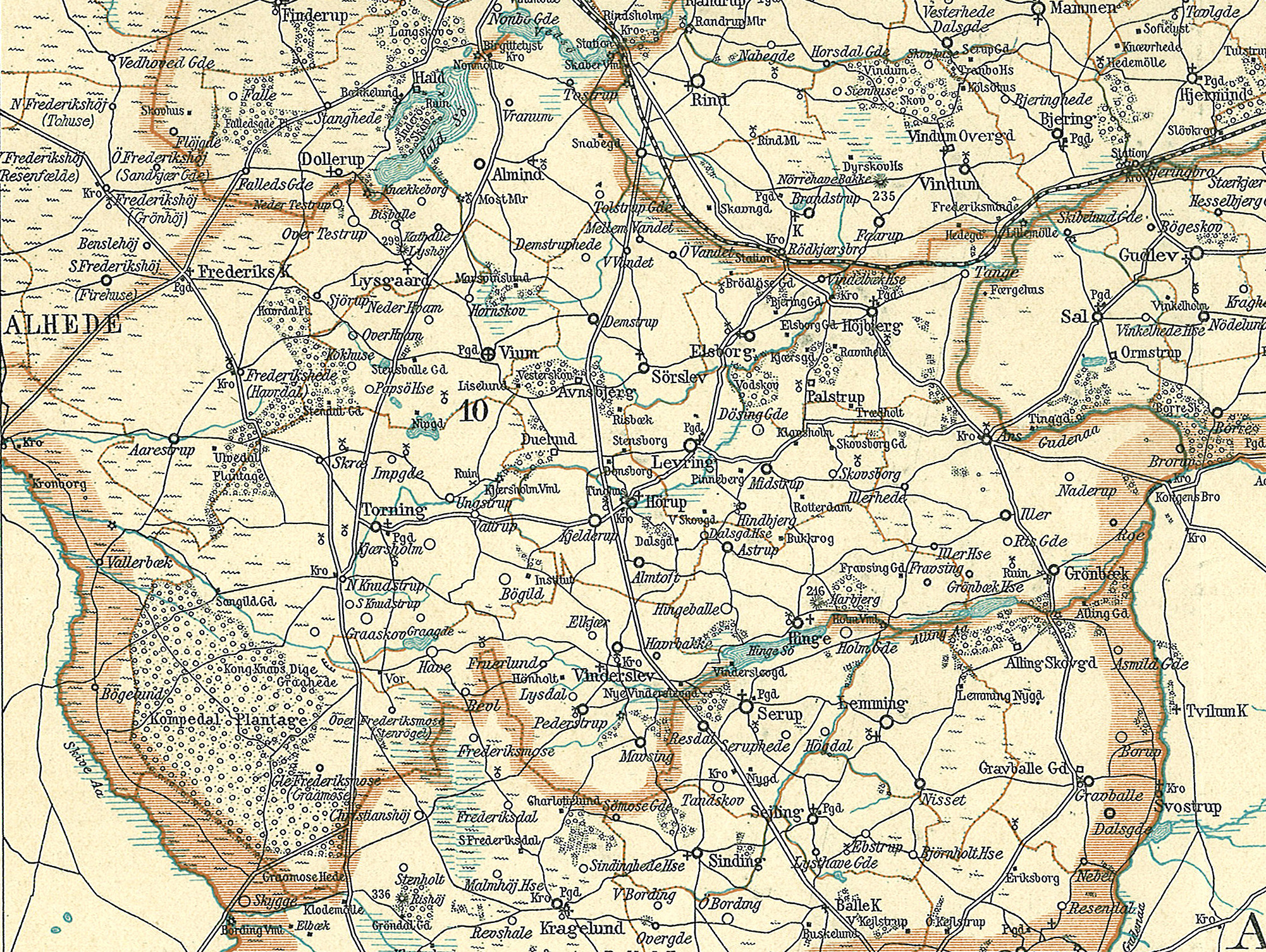
Lysgård Herred rond 1900

Lysgård Herred was een herred in het voormalige  Viborg Amt in Denemarken. In  Kong Valdemars Jordebog wordt de herred vermeld als  Lyusgardhæreth. In 1970 ging het gebied op in de nieuwe provincie Viborg
Lysgård was verdeeld in 14 parochies. Alle parochies maken deel uit van het bisdom Viborg.
- Almind
- Elsborg
- Frederiks
- Grønbæk
- Hinge
- Højbjerg
- Hørup
- Karup
- Levring
- Lysgård
- Sjørslev
- Thorning
- Vinderslev
- Vium